# Mammillaria coahuilensis
Mammillaria coahuilensis (укр. Мамілярія коауїльська, Мамілярія коауїлензис) — сукулентна рослина з роду мамілярія родини кактусових.

## Етимологія

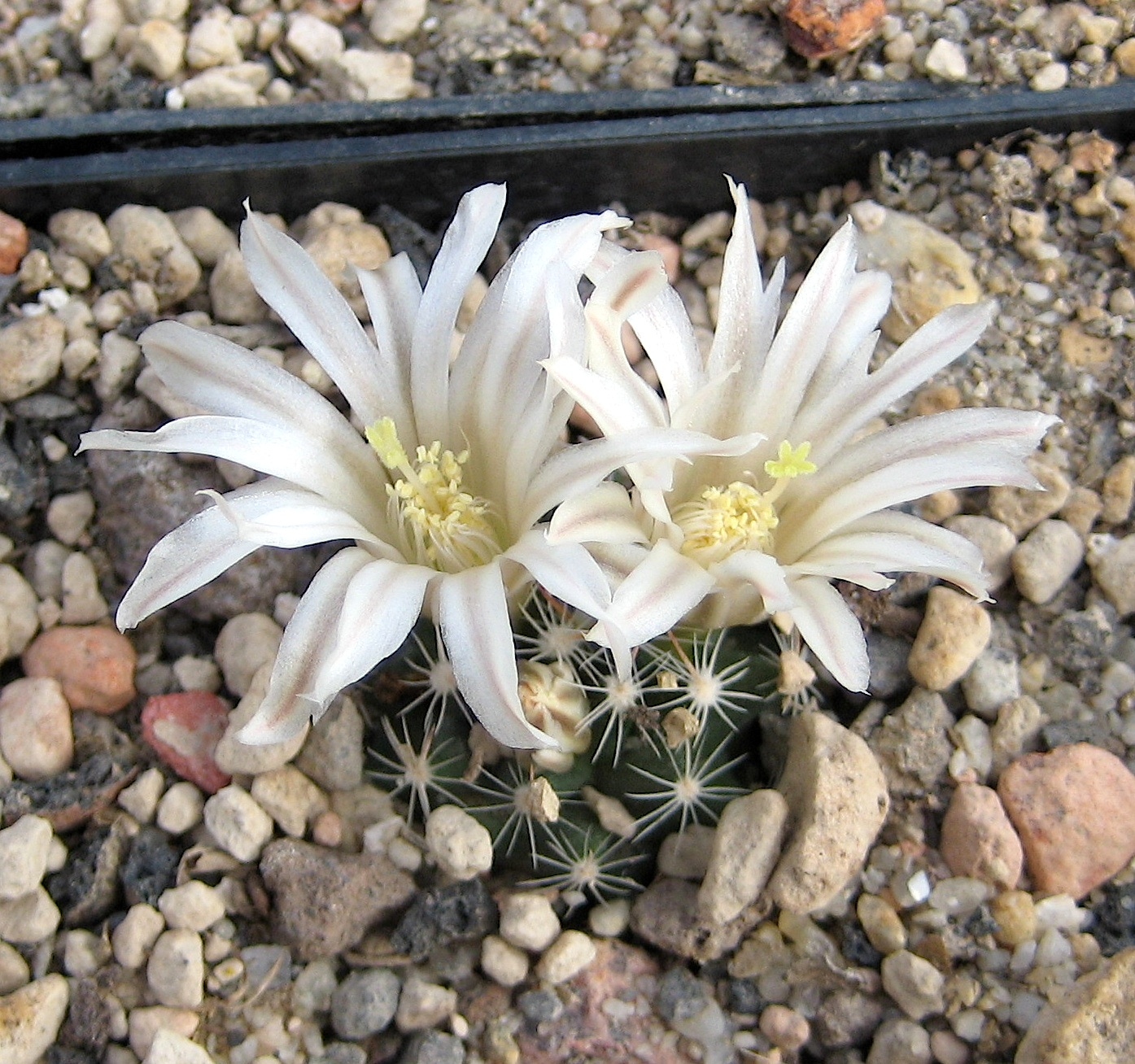
Mammillaria coahuilensis під час цвітіння

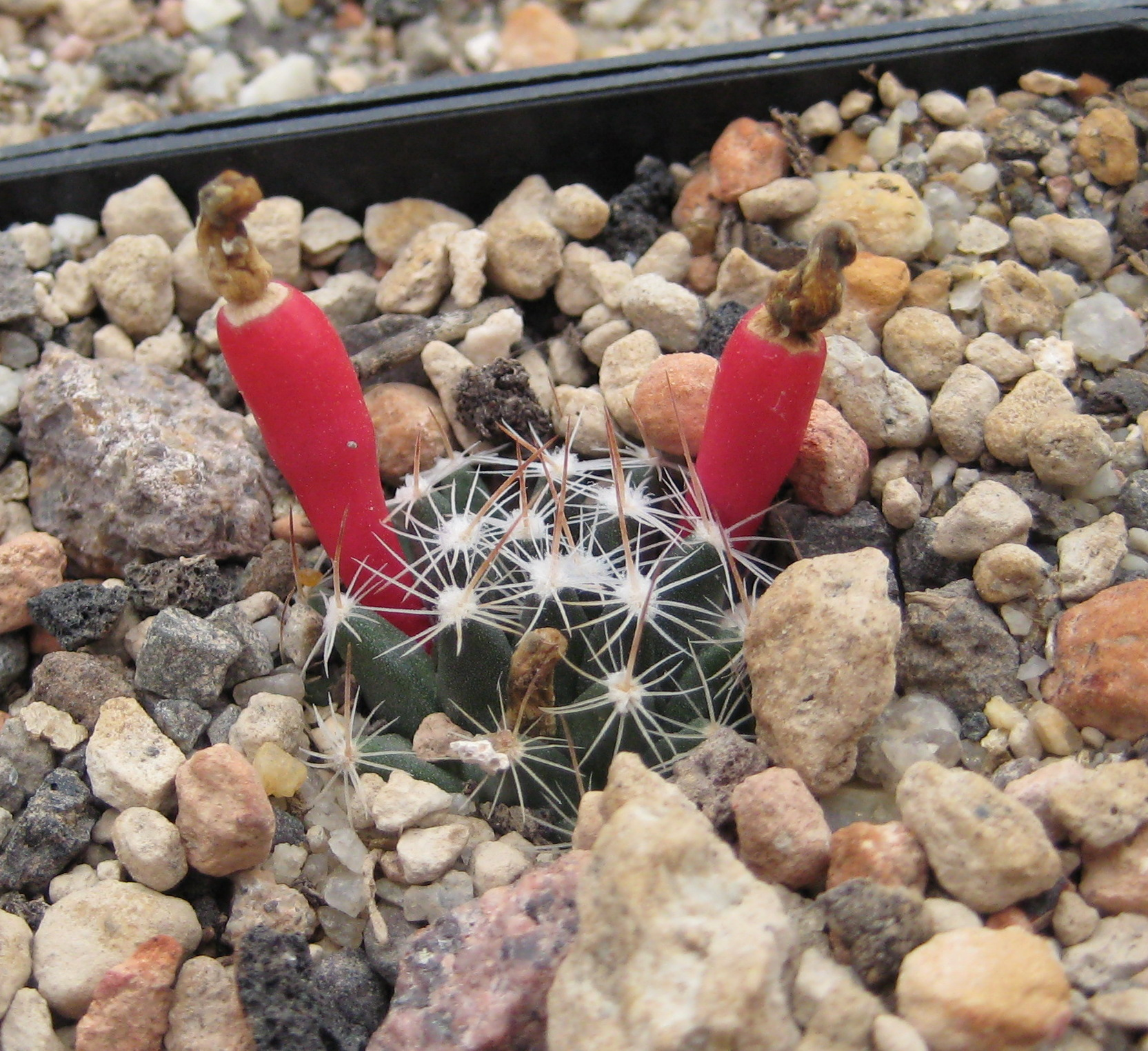
Плоди Mammillaria coahuilensis

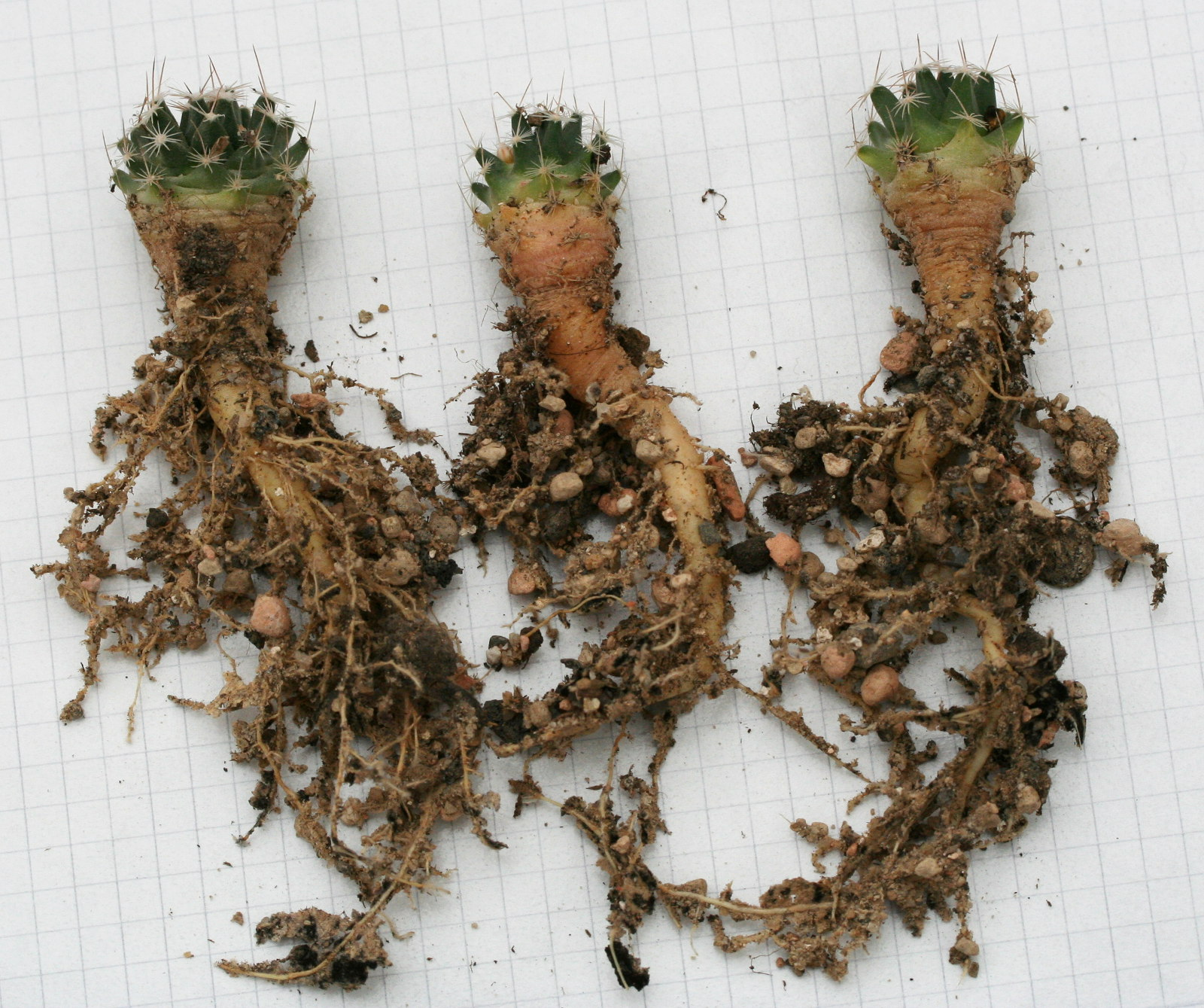
Коріння Mammillaria coahuilensis

Видова назва походить від лат. coahuilensis — коауїльська і стосується місця зростання — штату Коауїла.

## Ареал
Ареал зростання — Мексика, штат Коауїла, на висоті від 1 000 до 1 230 метрів над рівнем моря. Точніше місце знаходження — недалеко від Сан-Педро, поблизу Лагуна-де-Вієска, де ці кактуси ростуть у тріщинах на дні висохлого озера, Помона-Паїла, Іполіто.

## Морфологічний опис
Рослини одиночі, крім старих екземплярів (10 років або більше).
| Орган              | Опис |
| Коріння            | довге горбисте, йде глибоко під землю, набагато довше ніж саме стебло. У культурі при недостатній глибині горщика, рослина досить швидко може бути випханою з нього.                                                                      |
| Стебло             | сплюснуте, кулясте, до 5 см заввишки і в діаметрі. У природі стебло ледь перевищує рівень землі, або буває врівень з ним і навіть нижче.                                                                                                  |
| Епідерміс          | синьо-зелений. |
| Маміли             | трьохсторонні в поперечному розрізі, без молочного соку. |
| Ареоли             | |
| Аксили             | з рідким пухом. |
| Центральні колючки | 1, прямі, голчасті, білі з коричневими кінцями, до 6 мм завдовжки, не на багато сильніші ніж радіальні, але більші ніж найдовша з радіальних колючок, так само як і радіальні колючки трохи вкриті пушком.                                |
| Радіальні колючки  | близько 16, тонкі, щетиноподібні, трохи покриті волосками, сірувато-білі з темнішими кінцями, до 6 мм завдовжки. |
| Квіти              | великі, в пропорції з рослиною, широкі, воронковидної форми, білі з рожевими напливами і з рожевими центральними смужками всередині квітки і з більш темно-коричневими центральними смужками на зовнішніх пелюстках, 20-30 мм в діаметрі. |
| Бутони             | |
| Зовнішні пелюстки  | |
| Внутрішні пелюстки | |
| Тичинки            | |
| Маточка            | рильця маточки жовто-зелені. |
| Плоди              | палицевидні, червоні. |
| Насіння            | темно-коричневе. |

## Підвиди
У цей час визнано два підвиди Mammillaria coahuilensis:
- Mammillaria coahuilensis subsp. coahuilensis

Різновид більш широко поширений.

Квіти з рожевим відтінком, до 30 мм в діаметрі.
- Mammillaria coahuilensis subsp. albiarmata (Boed.) D.R.Hunt 1998

Синоніми:

Mammillaria albiarmata Boed. 1935—1936

Mammillaria coahuilensis var. albiarmata (Boed.) D.R.Hunt 1998

Mammillaria coahuilensis var. albiflora

Porfiria schwartzii var. albiflora

Стебло, як і в основного типу, згладжено-приплюснуте.

Від типового виду відрізняється насамперед відсутністю центральних колючок.

Радіальних колючок — від 20 до 25, білі або кремово-білі, з оранжево-рожевими кінцями, пізніше стають жовтувато-коричневими.

Щільніші та густіші колючки.

Квіти — блідіші, чисто білі, або кремово-білі, з блідо-коричнево-рожевими, до блідо-рожевих центральними прожилками, тільки 20 мм шириною і в діаметрі.

Ареал зростання — Мексика (Коауїла, недалеко від Сальтільйо).

## Охоронні заходи
Mammillaria coahuilensis входить до Червоного Списку Міжнародного Союзу Охорони Природи видів під загрозою зникнення (EN).
Цей вид має обмежений, серйозно фрагментований ареал, площею близько 1000 км². Відомий менш ніж з п'яти місць і має триваюче зниження кількості та якості середовища проживання через наслідки незаконного збору і розвиток сільського господарства.
У Мексиці ця рослина занесена до національного переліку видів, що перебувають під загрозою зникнення, де вона включена до категорії „під загрозою“.
Охороняється Конвенцією про міжнародну торгівлю видами дикої фауни і флори, що перебувають під загрозою зникнення (CITES).

## Догляд за видом
Mammillaria coahuilensis неважка для вирощування рослина.

Це досить повільно зростаюча рослина, тому не потрібно поспішати, інакше можна її втратити.

Для правильного розвитку рослині потрібні глибокі горщики.

У віці 10 років або більше, може кущитися (в дикому вигляді найчастіше рослини поодинокі).

Mammillaria coahuilensis subsp. albiarmata — так само повільно зростає.

Як і типовий різновид, має масивний бульбоподібний корінь, що треба враховувати при пересадці — дати рослині досить глибини і не пошкодити при пересадці м'ясисті частини кореня.

Рекомендується проникний, грубозернистий ґрунт і обережний полив.

Сіянці ростуть повільно, але при гарному догляді через 4 — 5 років починають цвісти, досягнувши 3 см діаметром.